# The Drag Net
The Drag Net, també coneguda com The Dragnet, és una pel·lícula  muda del gènere drama criminal estatunidenca de 1928 produïda per Famous Players-Lasky i distribuït per Paramount Pictures basat en la història "Nightstick" d'Oliver H.P. Garrett. Va ser dirigit per Josef von Sternberg a partir d'una història de pantalla original i protagonitzada per George Bancroft i Evelyn Brent.
Aquesta pel·lícula actualment es considera una pel·lícula perduda.

## Argument
L'historiador del cinema  John Baxter en proporciona una sinopsi, una pel·lícula "que ja no se sap que existeix en cap arxiu":
| « | El capità Timothy "Two Gun" Nolan (George Bancroft) és nomenat cap de la força de detectius de Nova York i, com a primer acte, arrossega tots els criminals de la ciutat, la "xarxa d'arrossegament" del títol. El cap de la colla, "Dapper", Frank Trent (William Powell), depèn de la fiança per a tots ells, inclòs "The Magpie" (Evelyn Brent), com a líder de banda menor independent [amb aliances complexes]. Nolan està especialment impressionat per la noia, que porta gorres de plomes en blanc i negre, i disposa del seu propi guardaespatlles d’homes armats. Ella i el detectiu tenen una sèrie de trobades amb càrrega sexual abans de la seva posada en llibertat. Disposant-se a buscar Trent, Nolan es trasllada al seu amagatall, ajudat pel seu amic "Shakespeare" (Leslie Fenton). Trent, armat amb una metralladora, mata Shakespeare, però fa creure a Nolan que és el seu tret el que ho ha fet. Nolan, per motius tan obscurs com els que van motivar la inútil redada de les bandes, renuncia al seu càrrec i es converteix en borratxo. Trobat inconscient per Trent, se l'ofereix com a peça de resistència en un banquet de colla al qual assisteix 'The Magpie'. Compadida de l'home humiliat, descobreix que ell no va matar el seu amic, li revela el fet i és reformat (i ferit) en la caiguda de Trent, assassinat per Nolan al seu apartament blindat d'acer. | » |

## Recepció
El 4 de juny de 1928, The New York Times va criticar la pel·lícula: "Malgrat la rialla burleta de George Bancroft, els impactants barrets de plomes d'Evelyn Brent i la generosa exhibició de matança de Josef von Sternberg,  The Drag Net és un esforç rotundament mediocre."
El crític John Baxter enumera The Drag Net entre una sèrie de pel·lícules [de Sternberg] que van "fracassar comercialment".
."En el món estilitzat de Sternberg, el crim és una projecció de la potència sexual. Les dones - Evelyn Brent  a Underworld i The Drag Net, Fay Wray a Thunderbolt - són els premis definitius de l'activitat criminal en lloc de mers beneficis addicionals, als quals es redueixen en les sagues de mafiosos posteriors. Com a activadors més que no pas accessoris, Brent i Wray tendeixen a feminitzar un gènere brutal. L'inframón de Sternberg és un calder infernal de desig de dames sufocades amb pells i plomesI"

## Resposta crítica
El crític Andrew Sarris admet que "la trama sona extremadament artificiosa", però adverteix que "les trames... no són cap pista sobre els mèrits de les pel·lícules de Sternberg, i fins que no es materialitzi la seva pel·lícula desapareguda, hem de suspendre el judici sobre un obra que uneix The Last Command i The Docks of New York."
John Baxter considera que The Drag Net és "en la majoria dels aspectes una seqüela [de la pel·lícula de Sternberg]  nderworld, [i] potser no és una pèrdua massa gran,, tot i que no és prudent menystenir cap pel·lícula de Sternberg."

## Repartiment
- George Bancroft com "Two-Gun" Nolan
- Evelyn Brent com "The Magpie"
- William Powell com "Dapper" Frank Trent
- Fred Kohler com a 'Gabby' Steve
- Francis McDonald com a "Franctirador" Dawson
- Leslie Fenton com "Shakespeare"